# 1936年ベルリンオリンピックのフランス選手団
1936年ベルリンオリンピックのフランス選手団（1936ねんベルリンオリンピックのフランスせんしゅだん）は、1936年8月1日から8月16日にかけてドイツの首都ベルリンで開催された1936年ベルリンオリンピックのフランス選手団、およびその競技結果。

## 概要
今大会は金メダル7個、銀メダル6個、銅メダル6個の合計19個のメダルを獲得した。

## メダル
| メダル | 選手名                                                                                  | 競技   | 種目                      |
| ------ | --------------------------------------------------------------------------------------- | ------ | ------------------------- |
| 金     | ロベール・シャルパンティエ                                                              | 自転車 | 男子個人ロードレース      |
| 金     | ロベール・シャルパンティエ ギー・ラペビエ ロベール・ドルジュブレ                        | 自転車 | 男子団体ロードレース      |
| 金     | ロジェ＝ジャン・ル・ニゼルイ ロベール・シャルパンティエ ジャン・グジョン ギー・ラペビエ | 自転車 | 男子4000m団体追い抜き     |
| 銀     | ギュイ・ラペビー                                                                        | 自転車 | 男子個人ロードレース      |
| 銀     | ピエール・ジョルジュ                                                                    | 自転車 | 男子1000mタイムトライアル |
| 銅     | ルイ・シャーヨ                                                                          | 自転車 | 男子スプリント            |
| 銅     | ピエール・ジョルジュ ジョルジュ・マトン                                                 | 自転車 | 男子タンデムスプリント    |